# Almagest
Almagest, tên nguyên bản là Mathematike Syntaxis là tác phẩm thiên văn học nổi tiếng của nhà thiên văn học người Hy Lạp Ptolemey. Trong tác phẩm này Ptolemey đã đưa ra danh mục 48 chòm sao (đây là danh mục các chòm sao đầu tiên trong lịch sử thiên văn học, trước đó Hipparchus đưa ra danh mục 1000 ngôi sao, danh mục các vì sao riêng rẽ đầu tiên của nhân loại). Nhưng đáng chú ý hơn cả là trong tác phẩm này, Ptolemey đã đưa ra mô hình địa tâm Ptolemey nổi tiếng, thứ mô hình thống trị suy nghĩ của nhiều người về chuyển động của các thiên thể như Mặt Trời, Mặt Trăng và các hành tinh thứ mô hình đã được tôn giáo xây cho cái thành trì quá vững chãi trước những ý kiến phản bác suôt hơn 1000 năm, cho đến khi Nicolaus Copernicus xuất hiện và bác bỏ hoàn toàn. Sau đó, vào năm 813, tác phẩm được dịch ra tiếng Ả Rập là Al-Majitsi, cái tên được Latin hóa là Almagest. 